# 来安県
来安県（らいあん-けん）は中華人民共和国安徽省滁州市に位置する県。近年に県南部は江蘇省南京市のベッドタウンとして住宅地の開発が進んでいる。

## 行政区画
- 鎮:新安鎮、半塔鎮、水口鎮、汊河鎮、大英鎮、雷官鎮、施官鎮、舜山鎮、三城鎮、独山鎮、張山鎮
- 郷:楊郢郷